# Ейб Віґода
Абрагам Чарльз Віґода (англ. Abraham Charles Vigoda; нар. 24 лютого 1921, Бруклін, Нью-Йорк, штат Нью-Йорк, США — пом. 26 січня 2016, Вудленд-Парк, Пассаїк, Нью-Джерсі, США) — американський актор кіно, театру та телебачення, який відомий за ролями Сальваторе Тессіо у стрічках «Хрещений батько» (1972) та «Хрещений батько 2» (1974) і сержанта Філа Фіша у ситкомах «Барні Міллер» (1975—1982) та «Фіш» (1977—1978).

## Життєпис

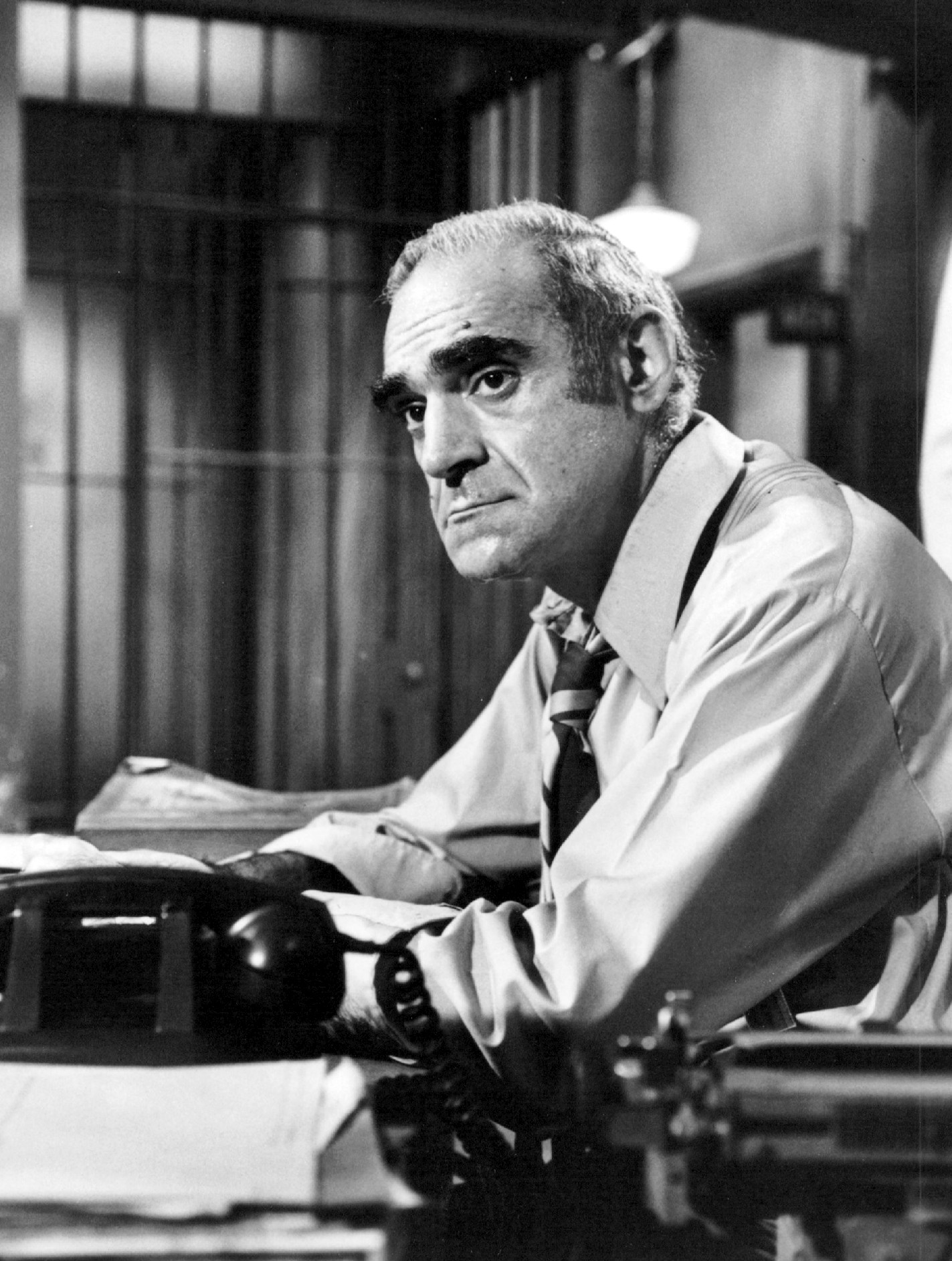
Ейб Віґода у ролі сержанта Філа Фіша в ситкомі «Барні Міллер».

Ейб Віґода народився 24 лютого 1921 року в Брукліні, штат Нью-Йорк, у єврейській сім'ї Самуеля та Лени Віґод. Його батько був кравцем. У Ейба Віґоди було двоє рідних братів: Гай та Білл.
Після закінчення школи працював у друкарні.
У 1943 році був мобілізований в армію, брав участь у Другій світовій війні.
Потім вивчав акторську майстерність в «Американському театрі „Крило“».
Наприкінці 1940-х почав працювати на радіо і дебютував на телебаченні у серіалі «Перша Студія».
Брав участь в бродвейських постановках, знімався у фільмах.
Ейб Віґода помер уві сні 26 січня 2016 року в будинку своєї дочки Керол Фукс у Вудленд-Парку, штат Нью-Джерсі. Похований 31 січня 2016 року на цвинтарі Бет Девід у Елмонті, штат Нью-Йорк.

## Особисте життя
У 1939 році одружився з Сонею Ґольке, у шлюбі народилася дочка Керол. 1963 року шлюб розпався.
1968 року одружився з Беатріс Ши, з якою прожив у шлюбі до її смерті у 1992 році.

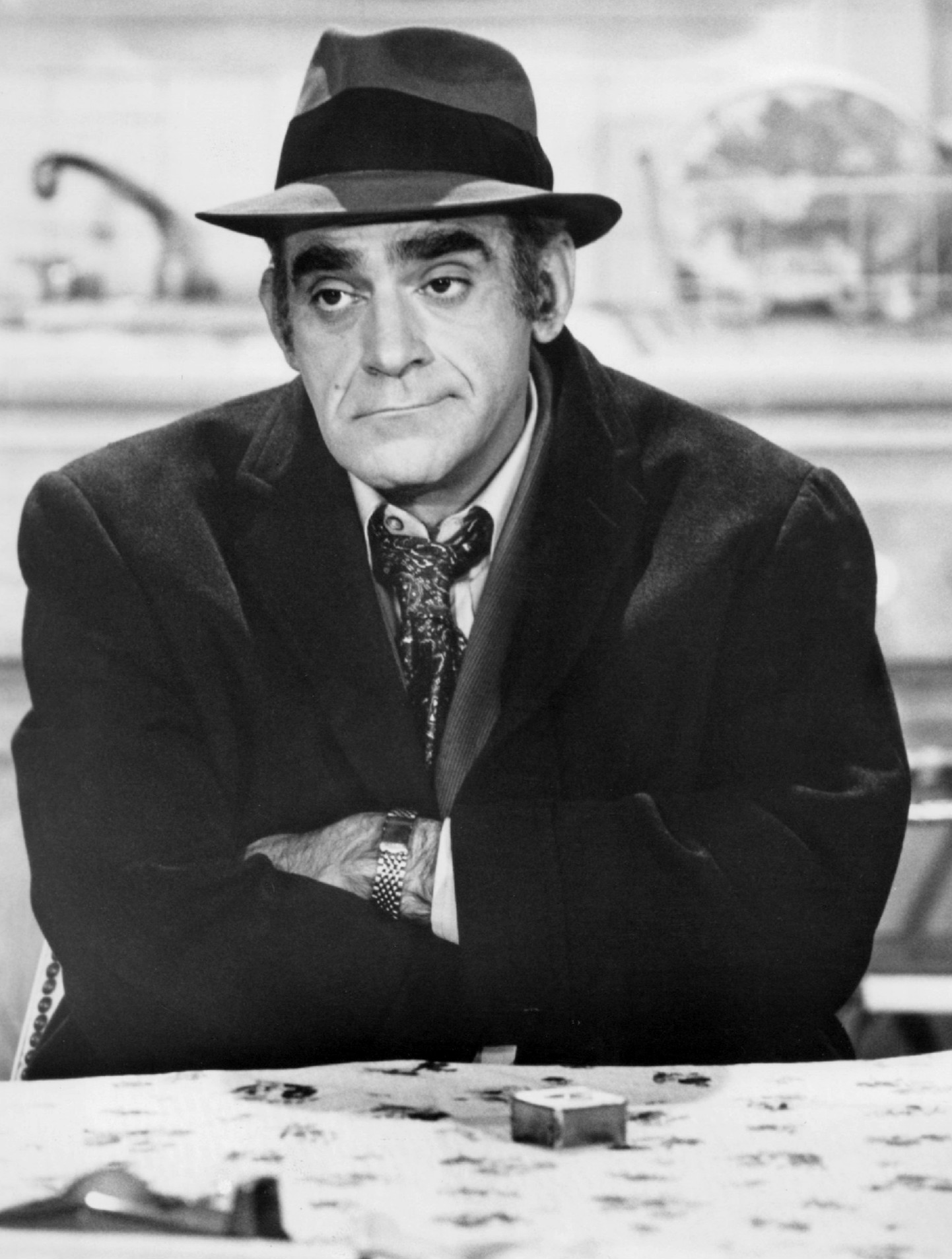
Ейб Віґода у ролі сержанта Філа Фіша в ситкомі «Фіш».

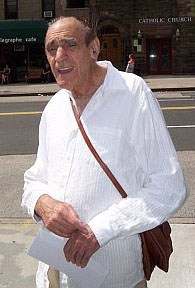
Ейб Віґода у 2007 році

## Вибрана фільмографія
| Рік       |   | Українська назва              | Оригінальна назва             | Роль                    |
| --------- | - | ----------------------------- | ----------------------------- | ----------------------- |
| 2014      | ф | Солодка доля                  | Sweet Destiny                 | остання роль у кіно     |
| 2007      | ф | Фарс пінгвінів                | Farce of the Penguins         | пінгвін з Бока-Ратон    |
| 2005—2007 | с | Пізня ніч з Конаном О'Браєном | Late Night with Conan O'Brien | Ейб Віґода/Лобстер      |
| 2003      | ф | Пограбування по-французькому  | Crime Spree                   | Анджело Джанкарло       |
| 1998      | ф | Свідок проти мафії            | Witness to the Mob            | Пол Кастеллано          |
| 1996      | с | Закон і порядок               | Law & Order                   | детектив Ландіс         |
| 1994      | ф | Шуґар-Гілл                    | Sugar Hill                    | Ґас Моліно              |
| 1994      | ф | Норт                          | North                         | дідусь Аляски           |
| 1993      | ф | Кулак честі                   | Fist of Honor                 | Віктор Малуччі          |
| 1990      | ф | Джо проти вулкана             | Joe Versus The Volcano        | командир вапонів        |
| 1990      | ф | Копи Кітона                   | Keaton's Cop                  | Луїс Кітон              |
| 1990      | с | Макґайвер                     | MacGyver                      | Білл Коді               |
| 1989      | ф | Дивись, хто говорить          | Look Who's Talking            | дідусь Джеймса Убріакко |
| 1989      | ф | Пранчер                       | Prancer                       | доктор Орел Бентон      |
| 1989      | с | Санта-Барбара                 | Santa Barbara                 | Лайл ДеФранко           |
| 1986      | с | Казки з темного боку          | Tales from the Darkside       | Джейк Кореллі           |
| 1985      | ф | Штучка                        | The Stuff                     | актор в рекламі         |
| 1978      | ф | Дешевий детектив              | The Cheap Detective           | сержант Різзуто         |
| 1977—1978 | с | Фіш                           | Fish                          | сержант Філ Фіш         |
| 1976      | с | Джулі Фарр, доктор медицини   | Julie Farr, M.D.              | Шнайдер                 |
| 1975—1982 | с | Барні Міллер                  | Barney Miller                 | сержант Філ Фіш         |
| 1974      | ф | Закон Ньюмена                 | Newman's Law                  | Джон Деланція           |
| 1974      | ф | Хрещений батько 2             | The Godfather Part II         | Сальваторе Тессіо       |
| 1973      | ф | Дочка диявола                 | The Devil's Daughter          | Аліхін                  |
| 1972      | ф | Хрещений батько               | The Godfather                 | Сальваторе Тессіо       |
| 1965      | ф | Три кімнати на Мангеттені     | Three Rooms in Manhattan      | людина у ліфті          |
| 1949      | с | Перша Студія                  | Studio One                    | пасажир у потягу        |